# Yvonne i Christine Lerolle al piano
Yvonne i Christine Lerolle al piano (Yvonne et Christine Lerolle au piano) és un quadre de Pierre-Auguste Renoir dipositat al Museu de l'Orangerie, el qual, mitjançant la comparança amb altres retrats contemporanis de les dues germanes i per diversos testimonis, sabem que la seua data se situa entorn del 1897.

## Història
Yvonne i Christine Lerolle eren les filles més grans del pintor Henry Lerolle (1848-1929), amic de Renoir. Yvonne, de 18 anys, es troba a l'esquerra tocant el piano, mentre que Christine, amb 20 anys i a la dreta, li passa les pàgines de la partitura. La música ocupava un lloc important en la família Lerolle, la qual celebrava vetllades musicals a la seua llar i rebia regularment el compositor Claude Debussy. Les dues germanes es van casar amb Eugène i Louis Rouart (fills de l'industrial, pintor i col·leccionista Henri Rouart) gràcies a Degas que era íntim de totes dues famílies i els va presentar els uns als altres. Renoir apreciava molt especialment Christine Lerolle i, curiosament i sense saber per què, aquest quadre mai va formar part de la col·lecció Lerolle i Renoir el va conservar a la seua llar fins a la seua mort.

## Descripció
Diversos fulls d'estudis confirmen la cura amb què l'artista va treballar la composició d'aquest oli sobre tela de 73 × 92 cm, amb variacions que afecten especialment la postura del cap de les dues noies. Ací, Renoir juga amb el contrast senzill entre el blanc i el vermell dels vestits i el negre del piano. Els contorns estan clarament definits, la paleta menys brillant. Com palesa la reintroducció del negre i del gris, l'artista ha abandonat el modelat a color i les ombres blaves dels impressionistes, i ha retornat als procediments tradicionals.
Membre fundador de la Société Nationale des Beaux-Arts, Lerolle era també col·leccionista, com ens ho recorden, a la paret que es veu al quadre, les dues obres de Degas: Abans de la cursa (genets), a l'esquerra, i Les ballarines, a la dreta.